# O Homem Nu (1997)
O Homem Nu é um filme brasileiro de 1997, do gênero comédia, dirigido por Hugo Carvana, com roteiro de Fernando Sabino, baseado em crônica sua, do livro O Homem Nu.
É uma refilmagem de O Homem Nu, de 1968, dirigido por Roberto Santos e com Paulo José no papel principal.

## Sinopse
O escritor Sílvio Proença precisa embarcar para São Paulo, a fim de divulgar seu novo livro. No aeroporto, encontra um grupo de velhos companheiros. Com o embarque cancelado devido a uma forte tempestade, o grupo segue para o apartamento de Marialva, sobrinha de um dos amigos de Proença. Seduzido pela música e pelos encantos de Marialva, Proença passa a noite ali mesmo, onde desperta no dia seguinte, completamente nu. Ainda zonzo da ressaca, vai apanhar o pão deixado à porta do apartamento; é quando o vento fecha a porta e deixa-o nu do lado de fora.

## Elenco
- Cláudio Marzo ....  Sílvio Proença
- Lúcia Veríssimo ....  Marina
- Daniel Dantas ....  Mendonça
- Isabel Fillardis ....  Marialva
- Maria Zilda Bethlem ....  Marieta
- Milton Gonçalves
- Anselmo Vasconcelos
- Joel Barcellos
- Luiz Carlos Miele ....  mendigo
- Maria Pompeu
- Thelma Reston
- Antônio Pedro ....  psicanalista
- Denise Bandeira ....  apresentadora de televisão
- Aracy Cardoso
- Hugo Carvana .... motorista de táxi

## Principais prêmios e indicações
Festival de Gramado 1997 (Brasil)
- Venceu na categoria Competição Brasileira: Melhor Ator (Cláudio Marzo).
- Indicado na categoria Competição Brasileira: Melhor Filme.

Festival do Cinema Brasileiro de Miami 1998 (EUA)
- Venceu na categoria de Melhor Roteiro.